# Toqtogha
Toqtogha (mongol : ᠲᠣᠭᠲᠠᠭᠠᠬᠤ, VPMC : toɣtaɣa, cyrillique : Тогтох, MNS : Togtokh ; chinois simplifié : 脱脱 ; chinois traditionnel : 脫 ; pinyin : tuōtuō), né en 1314 et décédé en 1355 est un écrivain et historien mongol, et ministre de la dynastie Yuan, notamment auteur des Song Shi, Liao Shi et Jin Shi.
Il est l'auteur d'une importante réforme (zh) au sein du gouvernement Yuan, en 1341.